# Sistema tributario
Nella scienza delle finanze il sistema tributario (o fiscale) è l'insieme delle norme di uno Stato che regolano i tributi, intesi come entrate dello Stato e degli altri enti pubblici prelevate ai privati cittadini contribuenti in modo coattivo, nell'esercizio di pubblici poteri. È regolamentato dal diritto tributario.

## Descrizione
I sistemi tributari comprendono una molteplicità di tributi il cui numero è andato aumentando nel tempo, anche in relazione al diversificarsi delle funzioni ad essi attribuite. Infatti, alla funzione iniziale, di reperire le risorse finanziarie per il funzionamento degli apparati pubblici, si è aggiunta nei tempi più recenti una funzione redistributiva della ricchezza, volta cioè a realizzare una distribuzione sociale della ricchezza diversa e più equa di quella cui dà luogo lo spontaneo operare delle forze di mercato.
I tributi che compongono un sistema tributario sono tradizionalmente classificati in imposte, tasse e contributi.

### Imposte
Le imposte sono tributi applicati alla generalità dei soggetti non in connessione a specifiche prestazioni o benefici ricevuti dallo stato o da altri enti pubblici ma, di norma, in base alla loro capacità contributiva, di cui sono indici diretti il reddito e il patrimonio e indici indiretti i consumi e i trasferimenti. Le imposte si distinguono in dirette e indirette.
Le imposte sono l'unico strumento per finanziare i servizi pubblici indivisibili, caratterizzati, cioè, dalla impossibilità di escludere determinati utenti dalla loro fruizione. In realtà nei sistemi tributari moderni le imposte finanziano anche la maggior parte dei servizi divisibili.

#### Imposte dirette
Sono imposte dirette quelle che colpiscono indici diretti della capacità contributiva, ossia il reddito e il patrimonio. Si distinguono in imposte reali, se colpiscono il reddito o il patrimonio in quanto tali, e imposte personali, se invece colpiscono il reddito o il patrimonio in quanto appartenenti ad una determinata persona, tenendo conto, quindi, delle sue condizioni personali (ad esempio, i carichi familiari).
Le imposte reali, proprio perché non tengono conto delle condizioni personali del contribuente, sono più inique ma, al contempo, di più facile amministrazione rispetto a quelle personali. Questo spiega perché i sistemi tributari più antichi si basassero su imposte reali che colpivano il tipo di reddito allora più diffuso, quello agricolo. Spesso, per facilitare ulteriormente l'amministrazione, non veniva colpito il reddito agricolo effettivamente prodotto ma quello che si poteva presuntivamente trarre da un dato terreno, determinato attraverso il catasto, rendendo così ancora più iniquo il tributo.
È a partire dal XIX secolo, con il miglioramento delle tecniche di amministrazione e con l'affermarsi della funzione redistributiva dei sistemi tributari, che le imposte personali prima si affiancano a quelle reali, per correggerne l'iniquità, e poi finiscono per sostituirle. Infatti, nei sistemi tributari più evoluti una delle imposte più importanti è l'imposta personale sul reddito.

#### Imposte indirette
Sono imposte indirette quelle che colpiscono indici indiretti della capacità contributiva, ossia il consumo e i trasferimenti di ricchezza (ad esempio, la vendita di un bene).

### Tasse
Le tasse sono tributi applicati quale controprestazione ai soggetti che richiedono specifiche prestazioni dallo stato o da altri enti pubblici.
La tasse possono essere utilizzate per il finanziamento dei soli servizi divisibili, nei quali è possibile escludere singoli utenti dalla fruizione e, quindi, subordinare la stessa ad un pagamento. In realtà, come si è accennato, nei sistemi tributari moderni anche la maggior parte dei servizi divisibili è finanziata, in tutto o in parte, con imposte. Tale scelta deriva da considerazioni di equità e, in particolare, dalla volontà di agevolare la fruizione dei servizi anche a chi non ha mezzi adeguati.

### Contributi
I contributi sono tributi applicati a soggetti cui sono derivati particolari benefici dall'attività dello stato o di altri enti pubblici, anche se non l'hanno richiesta (a differenza delle tasse)